# Yannick Bellon
Pour les articles homonymes, voir Bellon.
Marie-Annick Bellon dite Yannick Bellon, née le 6 avril 1924 à Biarritz (Pyrénées-Atlantiques) et morte le 2 juin 2019 dans le 18e arrondissement de Paris, est une réalisatrice française, également monteuse, scénariste et productrice pour la société de production Les Films de l'Équinoxe.

## Biographie

### Famille
Sa mère, la photographe Denise Bellon, qui couvre de nombreuses expositions surréalistes, et son oncle Jacques Brunius, acteur, cinéaste éclectique, plongent très tôt la jeune fille et sa sœur Loleh Bellon dans un monde d’artistes.

### Formation
À 21 ans, après deux ans passés au Centre artistique et technique des jeunes du cinéma, à Nice, durant l'occupation, elle passe une année sur les bancs de l’Idhec dans la même promotion qu’Alain Resnais. Elle fut la compagne du cinéaste Jean Rouch et l'épouse du journaliste Henry Magnan.

### Premiers films
Yannick Bellon réalise son premier film Goémons (1948) sur l’île bretonne de Béniguet, dans des conditions de financement et de tournage aussi rudimentaires que la vie des ramasseurs de goémons qu’elle filme. Censurée à l’exportation, sous prétexte qu’elle donne une image négative de la France, cette première œuvre obtient pourtant le grand prix international du documentaire à Venise en 1948.
Elle enchaîne alors la réalisation de courts métrages : Colette (1950) sur la vie et l’œuvre de l’écrivaine, avec sa participation, Tourisme (1951), Varsovie quand même (1955) documentaire sur la destruction et la reconstruction de cette ville martyre. Le texte est écrit par Henry Magnan, journaliste au Monde et à Combat, qu’elle épouse en 1953 et qui collabore à ses trois courts métrages suivants : Le Second Souffle (1959), Un matin comme les autres (1956) qui réunit Simone Signoret, Loleh Bellon, et Yves Montand, Le Bureau des mariages (adapté d’une nouvelle d’Hervé Bazin, 1962 avec Pascale de Boysson et Michael Lonsdale). À travers les aventures de Zaa le petit chameau blanc (1960), Claude Roy fait découvrir la Tunisie et Jacques Lanzmann collabore à Main basse sur Bel (1963), une commande de film publicitaire.
Yannick Bellon n’a jamais cessé, entre ses réalisations de courts métrages, d’exercer son métier initial de monteuse appris aux côtés de Myriam Borsoutsky, dont elle a été l’assistante en particulier sur Paris 1900 de Nicole Vedrès. Elle monte différents courts métrages d’autres cinéastes mais aussi quelques longs métrages de Pierre Kast entre 1960 et 1963: Le Bel Âge, Merci Natercia, La Morte-Saison des amours, Vacances portugaises.
Elle travaille beaucoup pour la télévision, par exemple dans le cadre de la série animée par Roger Stéphane Pour le plaisir : Bons Baisers, à bientôt (1965) avec Nicolas Bataille, un court métrage sur les cartes postales anciennes et Cécile Sorel en collaboration avec Henry Magnan. Dans le cadre de l’émission Point Contrepoint, elle réalise Anatomie d’une ville (1969) sur Los Angeles (texte écrit par Michel Butor) et Venise (1970, texte écrit par Pierre Gascar). Michel Polac, producteur de Bibliothèque de poche, lui propose alors de réaliser ses émissions autour des livres, invitant des gens de tous bords à parler de leur passion pour la lecture. Ce goût pour la littérature lui fait réaliser avec Napoléon Murat, Baudelaire, la plaie et le couteau, où Michel Simon, Loleh Bellon, Laurent Terzieff, Jacques Roubaud incarnent le poète d’une manière intense.

### Quelque part quelqu'unetJamais plus toujours
Quelque part quelqu'un, son premier long métrage, sort en 1972, un film sur la solitude, les destins qui se croisent sans jamais se rencontrer, dans la mouvance perpétuelle de la grande ville.
Pour le réaliser, elle rencontre les mêmes difficultés qu’elle aura toujours à produire ses films ; elle crée alors sa propre société de production, Les Films de l'Équinoxe. Grâce à l’enthousiasme d’amis cinéphiles (Fanny Berchaud et Claude Nedjar), le film est projeté dans la seule salle de La Pagode où il obtient un grand succès d’estime. Original et décalé, ce poème symphonique en images, orchestré par la musique de Georges Delerue est aussi singulier de forme que d’inspiration : film éclaté où les travellings traversent les immeubles pour aller hors les murs, dans un Paris en mutation qui déferle et halète, il tresse les vies de personnages aux prises avec leur quotidien, dans leur solitude et leur humanité qui laisse place à l’amour autant qu’au désespoir, avec un sens aigu du portrait des anonymes. Le personnage principal, interprété par Roland Dubillard, est inspiré par Henry Magnan et par son histoire avec Yannick Bellon. Jamais plus toujours (1976) lui fait écho, dans une méditation plus intime sur le temps qui passe et la mémoire : rêverie sur l’éphémère, dont les différents fils du récit s’articulent autour des objets, liés à la vie des personnages.

### Des personnages en résistance
Depuis La Femme de Jean (1974) qui raconte la reconstruction d’une femme quittée par son mari, Yannick Bellon est classée « féministe ». L'Amour violé (1978), que personne ne veut produire, fige l’étiquette : cette autopsie au scalpel d’un viol, qui le filme au plus près de sa violence, puis montre la difficile réadaptation à la vie quotidienne, déchaîne les passions et lui offre un grand succès public. L'Amour nu (1981) lui succède, portrait d’une femme qui, après la découverte de son cancer du sein, reprend progressivement confiance en elle, dans sa vie de femme, dépassant les idées reçues de la féminité qui imprègnent éducation et société. Autant de personnages principalement féminins qui bataillent à se retrouver, se recentrer, se reconstruire, toujours en résistance contre les conventions et les violences ordinaires de la société. Les personnages masculins n’en sont pas pour autant d’affreux machistes : vulnérables et tendres, ils se débattent eux aussi avec des parts d’ombre contre les préjugés. La Triche (1984) à cet égard plus qu’un film sur l’homosexualité aborde la bisexualité dans ce qu’elle a de dérangeant pour l’ordre établi : Victor Lanoux en flic bordelais marié, amoureux d’un jeune musicien, c’est un pari risqué qui convainc le public.
Sa sœur Loleh Bellon est une comédienne et dramaturge reconnue. C’est avec elle et Rémi Waterhouse (petit-fils de Jacques Brunius), qu’elle écrit le scénario des Enfants du désordre (1989), qui permet notamment à l’actrice Emmanuelle Béart de changer radicalement son image. Ce long métrage donne à Yannick Bellon l’occasion de découvrir le travail mené par Jacques Miquel au Théâtre du Fil avec des adolescents en difficulté que la pratique du théâtre sauve. Pour convaincre les producteurs réticents, elle réalise un documentaire Évasion (1989) sur l’enquête préparatoire au film où on la voit, entourée de ces jeunes qui participeront au tournage, tendue dans l’écoute attentive à l’autre, dans une rigoureuse et respectueuse investigation. L'Affût (1992) aborde la chasse autant dans une démarche écologique avant l’heure que dans une dénonciation convaincue d’une certaine violence qui ne dit pas toujours son nom.
Le dernier court métrage réalisé avec Chris Marker, Souvenir d'un avenir (2001) est un hommage riche et émouvant rendu à l’œuvre photographique de sa mère, cette mère libre à la curiosité insatiable qui a parcouru le monde et fréquenté l’avant-garde intellectuelle (les surréalistes, Joe Bousquet, Jacques Prévert, Henry Miller notamment) sans jamais méconnaître les oubliés de la société.
En 2018, elle réalise son dernier film, D'où vient cet air lointain ?, long métrage documentaire, sous titré Chronique d’une vie en cinéma. Composé de photos, d’extraits d'archives, privées ou issues de l'actualité, elle y raconte son enfance, son initiation culturelle auprès des amis de sa mère, sa propre carrière ou les soubresauts de l'histoire auxquels elle a assisté, autant de souvenirs égrenés au fil d'un documentaire aux accents très personnels.
Yannick Bellon dans tous ses films porte un même regard lucide et tendre sur ces êtres humains qui tracent leur chemin dans le refus de la soumission et la reconquête de leur dignité. En ce sens, on peut parler d’une cinéaste humaniste et profondément engagée. Mais on ne saurait négliger son apport cinématographique aux formes multiples, imprégné de l’art du documentaire, un cinéma traversé par une poésie et une musicalité uniques.

### Activités publiques et engagements
Yannick Bellon représente le monde du cinéma aux rassemblements pour la paix le 9 mars 1952.

## Filmographie

### Réalisatrice

#### Longs métrages
- 1972 : Quelque part quelqu'un
- 1974 : La Femme de Jean
- 1976 : Jamais plus toujours
- 1978 : L'Amour violé
- 1981 : L'Amour nu
- 1984 : La Triche
- 1989 : Les Enfants du désordre
- 1992 : L'Affût

#### Courts métrages et documentaires cinéma
- 1948 : Goémons
- 1951 : Tourisme
- 1952 : Colette
- 1955 : Varsovie quand même
- 1956 : Un matin comme les autres, segment de La Rose des vents (Die Windrose)
- 1958 : Le Second Souffle
- 1959 : Images pour Baudelaire de Pierre Kast (montage)
- 1960 : Zaa, petit chameau blanc
- 1962 : Le Bureau des mariages
- 1963 : Main basse sur Bel (coréalisation avec Jean Salvy), court métrage de commande, scénario de Jacques Lanzmann ; avec Alain Cuny, Michel Robin, Nicole Jonesco
- 1963 : Galerie de l'œil (projet inachevé)[9]
- 1970 : Claude Lévi-Strauss : remise de mélange (projet inachevé)[9]
- 1989 : Évasion (précède Les Enfants du désordre et l’annonce en présentant les personnages qui interviennent dans le futur film)
- 2001 : Le Souvenir d'un avenir (co-réalisé avec Chris Marker, court métrage)
- 2012 : Souvenirs d'un tournage .... Colette
- 2018 : D'où vient cet air lointain ? (CNC - Aide à la production 2015)[10]

#### Télévision
- 1965 : Naissance de l'Empire romain de Pierre Kast (montage)
- 1965 : Cécile Sorel, texte de Henry Magnan, pour l’émission Pour le plaisir de Roger Stéphane
- 1965 : Bons baisers, à bientôt coréalisé avec Nicolas Bataille pour l’émission Pour le plaisir
- 1966-1969 : réalisation mensuelle de l’émission Bibliothèque de poche produite par Michel Polac
- 1967 : Charles Baudelaire, la plaie et le couteau
- 1969 : Anatomie de Los Angeles, texte de Michel Butor pour l’émission Point-Contrepoint produite par René Puissessoy
- 1970 : Venise, texte de Pierre Gascar, pour l’émission Point-Contreproint
- 1973 : Brésiliens d’Afrique, Africains du Brésil, scénario et textes de Pierre Verger

### Monteuse
- 1947 : Paris 1900 de Nicole Védrès (assistante de Myriam Borstousky)
- 1947 : Ce siècle a cinquante ans de Denise Tual, Roland Tual et Werner Malbran (assistante de Madeleine Bagiau)
- 1947 : Rondo sur la piste de Maurice Henry
- 1947 : Transports urbains de Marcel Gibaud
- 1947 : La Cathédrale de Jean Béranger
- 1947 : Toulouse-Lautrec de Robert Hessens
- 1947 : Versailles et ses fantômes de Jean Béranger
- 1947 : Les Petits Mystères de Paris de Pierre Gout
- 1952 : Le Rideau cramoisi (moyen métrage) d'Alexandre Astruc
- 1953 : Au cœur des Alpes de Mildred Courtot
- 1953 : Pastorale interrompue de Mildred Courtot
- 1953 : Quatre hommes et une marquise de J.K. Raymond-Millet
- 1954 : Les Hommes oubliés de Vuilleminot (primé au Festival de Tours)
- 1959 : Une question d’assurance de Pierre Kast
- 1959 : Images pour Baudelaire de Pierre Kast
- 1960 : Le Bel Âge de Pierre Kast
- 1960 : La Morte saison des amours de Pierre Kast
- 1960 : Merci Natercia de Pierre Kast
- 1963 : Ambroise, enfant du Kasaï, co-monté avec Étiennette Muse
- 1963 : Vacances portugaises de Pierre Kast
- 1963 : En compagnie de Max Linder de Maud Linder
- 1964 : Travaux de montage au Service de la recherche de Pierre Schaeffer

## Distinctions
- Mostra de Venise 1948 : Grand prix du documentaire pour Goémons[11]
- Étoiles de cristal 1973 : Grand prix d’interprétation masculine pour Roland Dubillard pour Quelque part quelqu'un
- Prix Femina belge du cinéma 1974 : Prix spécial pour La Femme de Jean
- Festival international du film de Saint-Sébastien 1974 : Coquille d’argent pour La Femme de Jean
- Prix de la SACD 1974 pour La Femme de Jean